# Émetteur du mont Pilat
L'émetteur du mont Pilat, est un émetteur de radiodiffusion situé sur le crêt de l'Œillon, dans le massif du Pilat, dans le département de la Loire. Installé en 1955 à 1 361 mètres d'altitude et équipé d'un pylône de 80 mètres, il est l'un des sites de diffusion les plus puissants de France derrière la Tour Eiffel. Il est exploité par Télédiffusion de France (TDF).

## Télévision

### Diffusion analogique
Jusqu'au 15 juin 2011 (22 septembre 2010 pour Canal+), l'émetteur du Mont Pilat émettait les 6 chaînes historiques en analogique :
| Chaîne               | Puissance (PAR) | Canal | Gamme d'ondes | Polarisation |
| -------------------- | --------------- | ----- | ------------- | ------------ |
| TF1                  | 610 kW          | 46    | UHF           | Horizontale  |
| France 2             | 610 kW          | 40    | UHF           | Horizontale  |
| France 3 Rhône-Alpes | 610 kW          | 43    | UHF           | Horizontale  |
| Canal+               | 400 kW          | 10    | VHF           | Horizontale  |
| France 5 / Arte      | 250 kW          | 59    | UHF           | Horizontale  |
| M6                   | 250 kW          | 62    | UHF           | Horizontale  |

### Diffusion numérique

#### Avant le 5 avril 2016
Jusqu'au 5 avril 2016, l'émetteur du Pilat diffuse les chaînes hertziennes suivantes :
| Multiplex | LCN              | Chaînes                                                            | Canal | Puissance (PAR) |
| --------- | ---------------- | ------------------------------------------------------------------ | ----- | --------------- |
| R1        | 2 3 5 13 19 33   | France 2 France 3 Rhône-Alpes France 5 LCP France Ô France 3 Alpes | 43H   | 126 kW          |
| R2        | 8 14 15 16 17 18 | D8 France 4 BFM TV I-Télé D17 Gulli                                | 44H   | 126 kW          |
| R3        | 4 42 43 45       | Canal+ Canal+ Sport Canal+ Cinéma Planète+                         | 59H   | 126 kW          |
| R4        | 6 9 11 41 57     | M6 W9 NT1 Paris Première Arte HD                                   | 40H   | 126 kW          |
| R5        | 51 52 56         | TF1 HD France 2 HD M6 HD                                           | 49H   | 126 kW          |
| R6        | 1 7 10 12 48     | TF1 Arte TMC NRJ 12 LCI                                            | 46H   | 126 kW          |

La région Rhône a été privée des six chaînes HD1, L'Équipe 21, 6ter, Numéro 23, RMC Découverte et Chérie 25 de leurs lancement en 2012 jusqu'au 5 avril 2016. Le démarrage de ces chaînes étant prévu pour le 2 juin 2015 dans la région, la date de lancement a finalement été repoussée à celle du passage à la norme MPEG-4 (HD) dans toute la France.

#### Depuis le 5 avril 2016
Depuis le 5 avril 2016, l'émetteur du Pilat diffuse les chaînes hertziennes suivantes :
| Multiplex | LCN              | Chaînes                                                           | Canal | Puissance (PAR) | Diffuseur |
| --------- | ---------------- | ----------------------------------------------------------------- | ----- | --------------- | --------- |
| R1        | 2 3 14 27 33     | France 2 France 3 Rhône-Alpes France 4 France Info France 3 Alpes | 43H   | 126 kW          | TDF       |
| R2        | 8 15 16 17 18    | C8 BFM TV CNews CStar Gulli                                       | 44H   | 126 kW          | TDF       |
| R3        | 4 26 41 42 43 45 | Canal+ LCI Paris Première Canal+ Sport Canal+ Cinéma(s) Planète+  | 41H   | 126 kW          | TDF       |
| R4        | 5 6 7 9 22       | France 5 M6 Arte W9 6ter                                          | 40H   | 126 kW          | TDF       |
| R6        | 1 10 11 12 13    | TF1 TMC TFX NRJ 12 LCP                                            | 46H   | 126 kW          | TDF       |
| R7        | 20 21 23 24 25   | TF1 Séries Films L'Équipe RMC Story RMC Découverte Chérie 25      | 23H   | 126 kW          | TDF       |

## Radio
Le site émet la radio par une très grande couverture qui comprend Lyon, Saint-Étienne, Vienne, Bourgoin-Jallieu, Bourg-en-Bresse, Mâcon, Villefranche-sur-Saône, Valence ou encore Annonay[réf. nécessaire].
| Fréquence | Radio             | Puissance | RDS (PS) |
| --------- | ----------------- | --------- | -------- |
| 88.8      | France Culture    | 158 kW    | _CULTURE |
| 92.4      | France Musique    | 158 kW    | MUSIQUE_ |
| 99.8      | France Inter      | 158 kW    | __INTER_ |
| 101.8     | France Bleu Isère | 25 kW     | BLEU.ISE |
| 103.4     | France Info       | 150 kW    | __INFO__ |

## Téléphonie mobile
L'émetteur diffuse les réseaux de téléphonie mobile suivants :
| Opérateur        | 2G  | 3G  | 4G  | FH  | Relais                      |
| ---------------- | --- | --- | --- | --- | --------------------------- |
| Orange           | Non | Non | Non | Oui | Depuis un pylône autostable |
| SFR              | Oui | Oui | Oui | Oui | Sur le bâtiment             |
| Bouygues Telecom | Oui | Oui | Oui | Oui | Sur le bâtiment             |
| Free             | Non | Oui | Oui | Oui | Sur le bâtiment             |

## Autres réseaux

### Depuis le bâtiment du site
- IFW : boucle locale radio (BLR) de 3 GHz.
- TDF : Faisceau hertzien[7]

### Depuis le pylône autostable
- E*Message[8] (Radiomessagerie) : RMU-POCSAG[7]

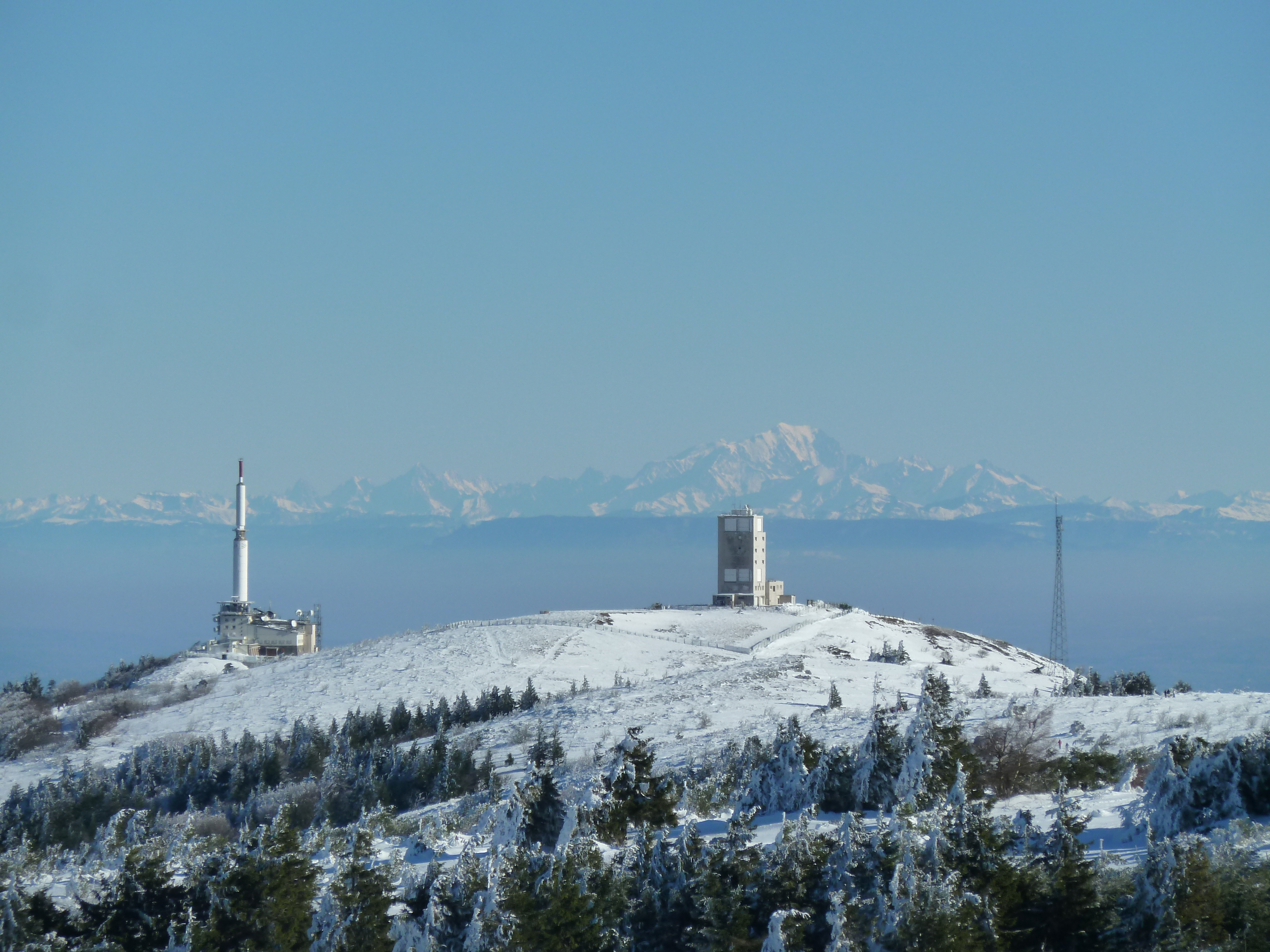
L'émetteur du mont Pilat en hiver, avec la vue sur le Mont Blanc
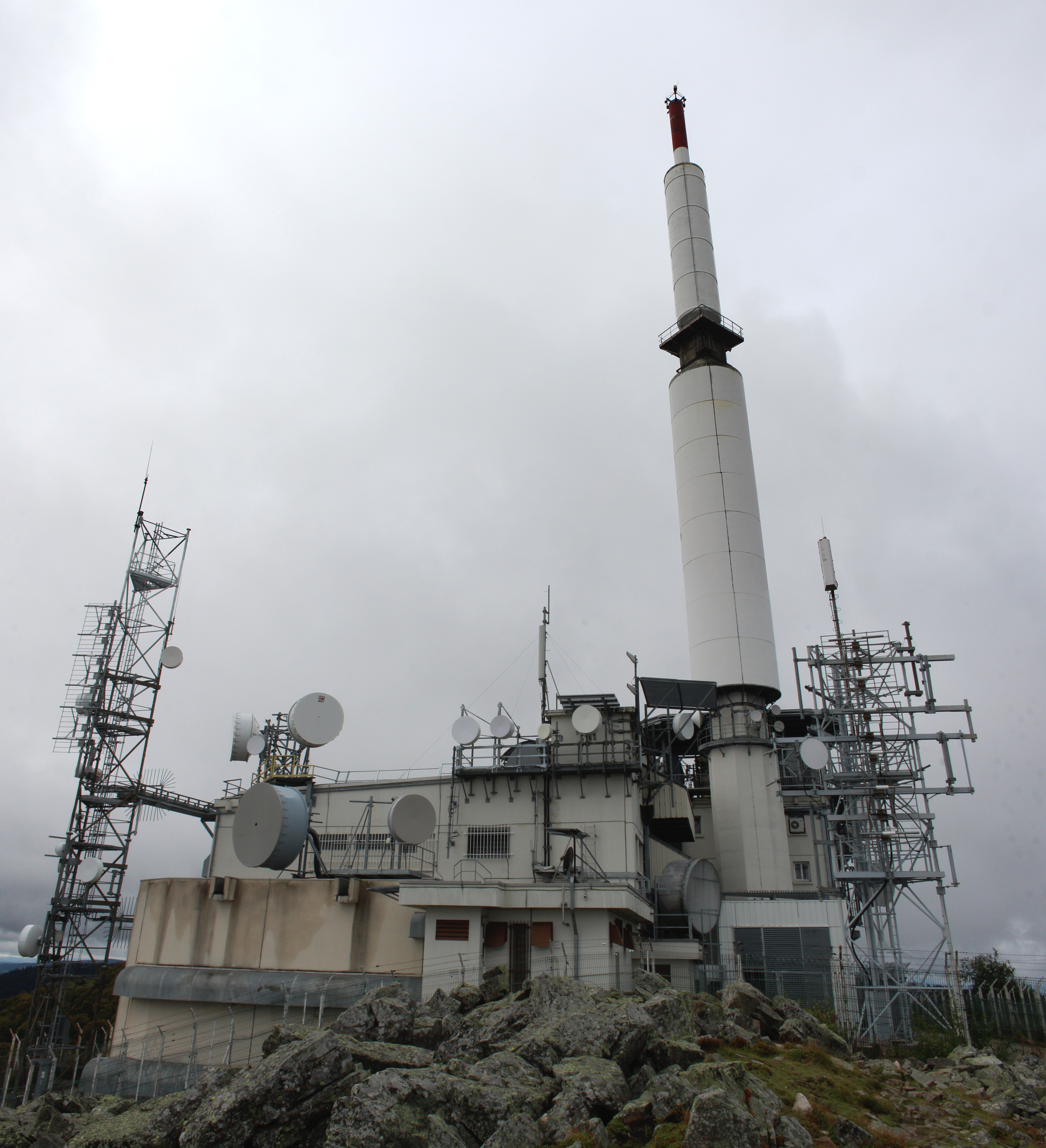
Détail du bâtiment et des équipements
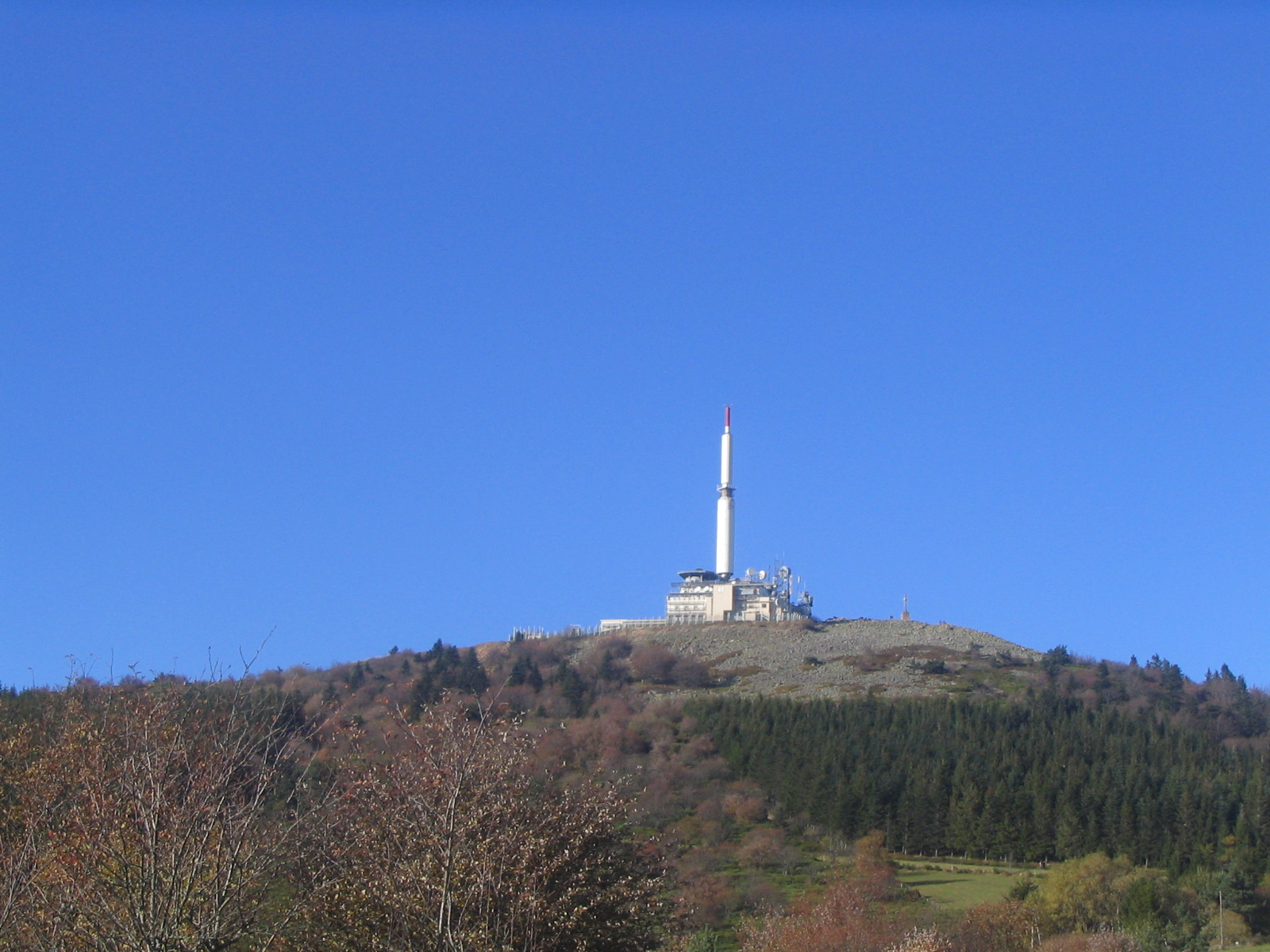
L'émetteur au sommet du crêt de l'Œillon

### Photos
- Tour hertzienne avec pylône autostable au premier plan
- Pylône autostable pour autres transmissions
- Autre pylône autostable
- Tour hertzienne (vue d'ensemble)
- Tour hertzienne avec relais

- Sur tvignaud (consulté le 21 avril 2017).
- Sur annuaireradio.fr (consulté le 21 avril 2017).